# Алдея-ду-Мату
Алдея-ду-Мату (порт. Aldeia do Mato) — район (фрегезия) в Португалии, входит в округ Сантарен. Является составной частью муниципалитета Абрантиш. По старому административному делению входил в провинцию Рибатежу. Входит в экономико-статистический субрегион Медиу-Тежу, который входит в Центральный регион. Население составляет 560 человек на 2001 год. Занимает площадь 31,40 км².
Покровителем района считается Мария Магдалина (порт. Santa Maria Madalena).